# Karahi

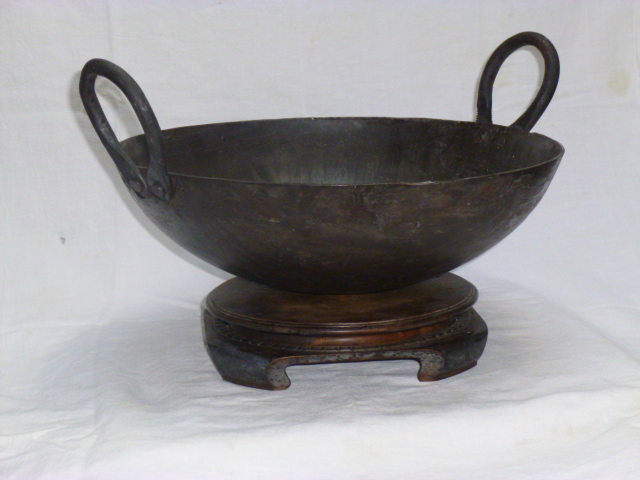
Un karahi

Il karahi è una pentola ovale metallica usata per cuocere la carne o verdure. È originario della provincia della frontiera nord-occidentale.
Questo utensile possiede due manici di metallo, per quanto a volte possa non presentarne, e viene usato con due pinze che permettono di prelevare il cibo dalla pentola senza scottarsi. Simile al wok cinese per forma, ha uno spessore maggiore, il ché lo rende particolarmente adatto alle cotture lente come ad esempio quella del curry.